# Anéis de Reia

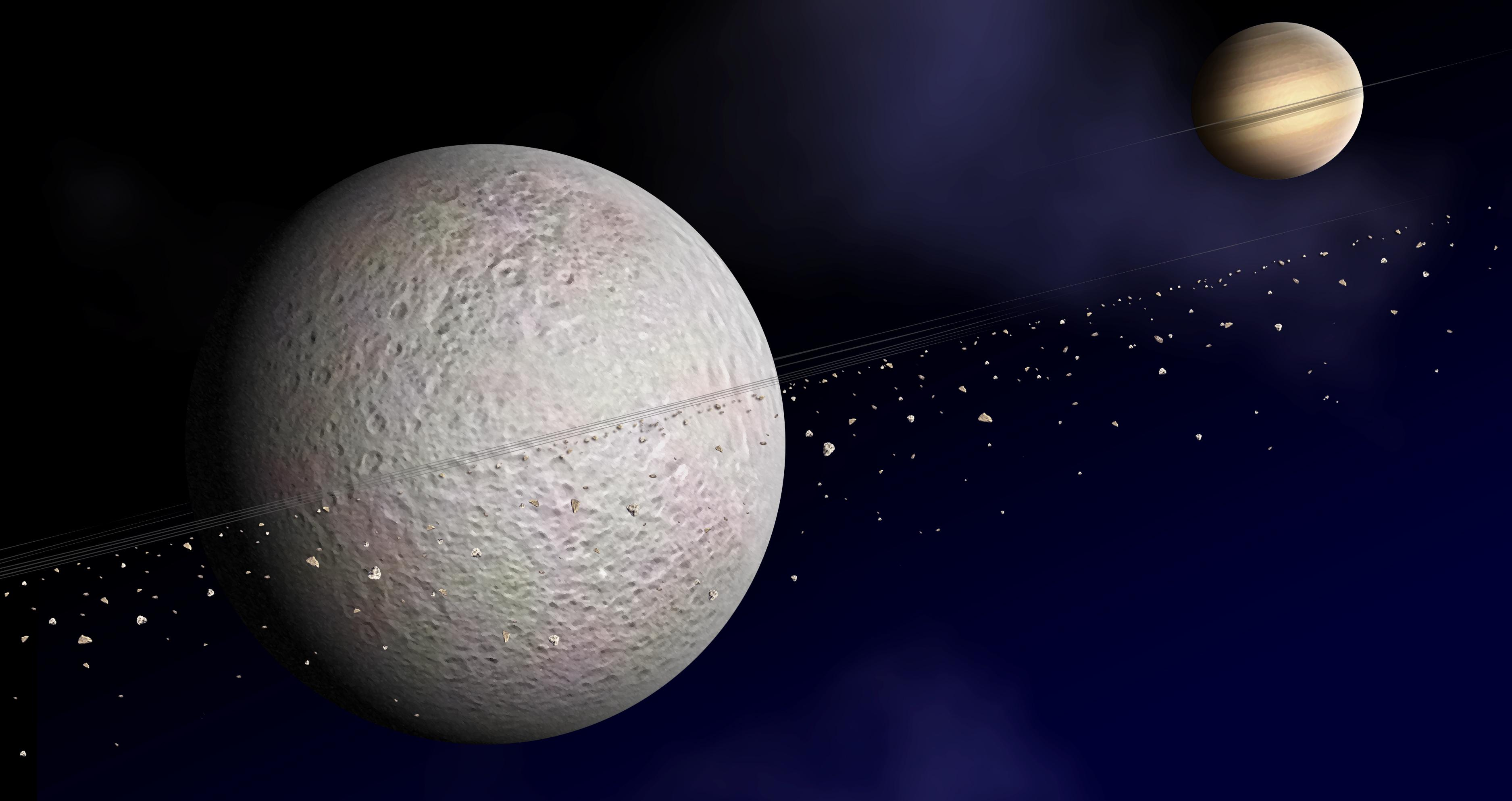
Uma impressão artística dos anéis de Reia. A densidade de partículas foi bastante exagerada.

A lua de Saturno Reia pode possuir um tênue sistema de anéis, consistindo de três bandas estreitas e relativamente densas, dentro de um disco particulado. Esta seria a primeira descoberta de anéis em torno de uma lua. A potencial descoberta foi anunciada na revista Science de 6 de março de 2008.
Em novembro de 2005, a sonda Cassini descobriu que a magnetosfera de Saturno apresentava uma diminuição de elétrons energéticos perto de Reia. De acordo com a equipe da descoberta, o padrão da diminuição seria mais bem explicado assumindo-se que os elétrons são absorvidos por material sólido na forma de um disco equatorial de partículas, com diâmetro variando talvez entre alguns decímetros a aproximadamente um metro, e contendo vários anéis mais densos ou arcos. Buscas ópticas subsequentes do suposto plano de anéis pela câmera da Cassini, de diversos ângulos, não encontraram evidências do esperado material do anel, e em agosto de 2010 foi anunciado que era improvável que Reia tivesse anéis, e que a razão para o padrão de diminuição de elétrons, que é exclusivo de Reia, era desconhecido. Entretanto, uma cadeia equatorial de marcas azuladas na superfície de Reia sugere impactos no passado de material de anéis saídos de órbita, deixando a questão não resolvida.

## Detecção

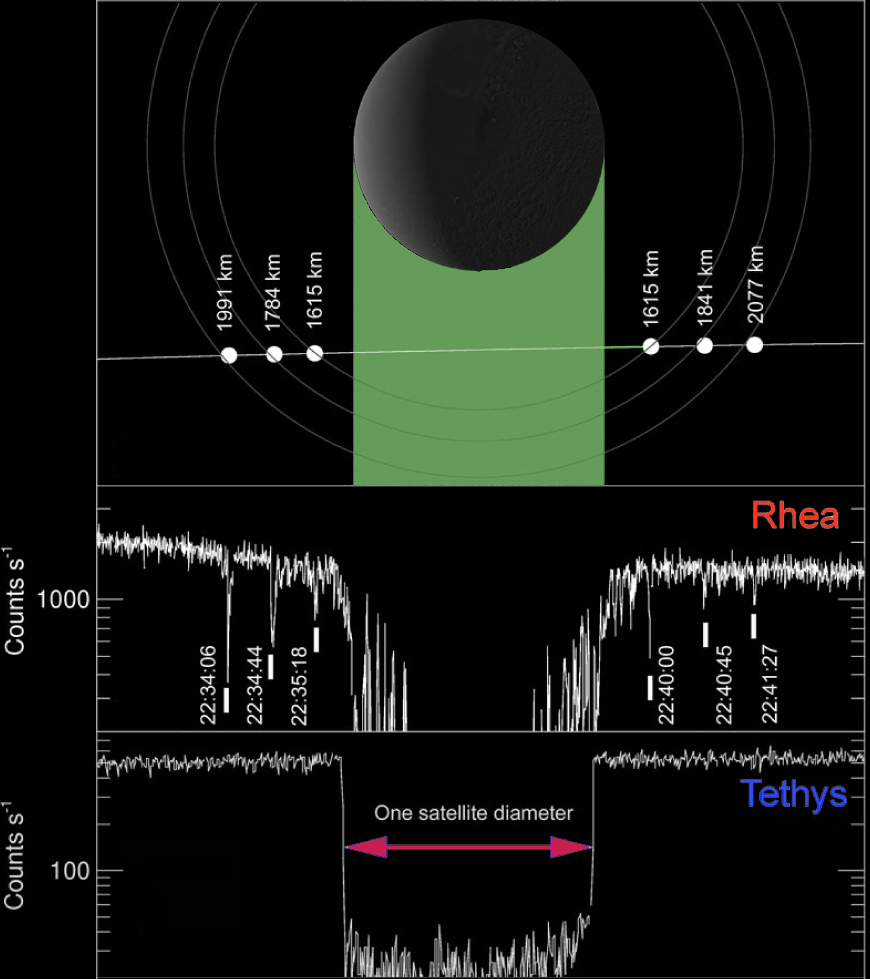
Comparação das leituras do instrumento de obtenção de imagens magnetosféricas em Reia e Tétis, marcando possíveis anéis. A interferência magnética é mais turbulenta em Reia que em Tétis, portanto a sua sombra não é tão nítida.

A sonda Voyager 1 observou uma grande diminuição dos elétrons energéticos aprisionados no campo magnético de Saturno a jusante de Reia em 1980. Essas medições, que nunca foram explicadas, foram feitas a uma distância maior do que as feitas pela sonda Cassini.
Em 26 de novembro de 2005, a Cassini fez o sobrevoo de Reia projetado para a sua missão primária. Ela passou a 500 km da superfície de Reia, a jusante do campo magnético de Saturno, e observou o rastro de plasma resultante, como tinha feito com outros satélites, como Dione e Tétis. Nesses casos houve um corte abrupto de elétrons energéticos quando a Cassini entrou na sombra de plasma das luas (as regiões onde as próprias luas impediam que o plasma magnetosférico atingisse a Cassini). Entretanto, no caso de Reia, o plasma começou a diminuir ligeiramente a oito vezes aquela distância e decresceu gradualmente, até o esperado corte abrupto quando a Cassini entrou na sombra de plasma de Reia. A distância estendida corresponde à Esfera de Hill de Reia, a distância de 7,7 vezes o raio de Reia dentro da qual as órbitas são dominadas pela gravidade de Reia e não pela de Saturno. Quando a Cassini emergiu da sombra de plasma de Reia, ocorreu o padrão inverso: um aumento abrupto nos elétrons energéticos, seguido de um aumento gradual até sair do raio da Esfera de Hill de Reia.
Essas leituras são similares às de Encélado, onde a água liberada no seu polo sul absorve o plasma de elétrons. Entretanto, no caso de Reia, o padrão de absorção é simétrico. Além disso, o instrumento de obtenção de imagens magnetosféricas observou que este gradiente suave era pontuado por três quedas bruscas no fluxo de plasma em cada lado da lua, um padrão que era também quase simétrico.
Em agosto de 2007, a Cassini passou através da sombra de plasma de Reia novamente, mas mais distante a jusante. Dois anos depois, em outubro de 2009, foi anunciado que um conjunto de pequenas manchas brilhantes no ultravioleta, distribuído em uma linha que se estende por três-quartos da circunferência de Reia, a dois graus do equador, pode representar evidência adicional de um anel. Presumivelmente, as manchas representam o ponto de impacto de material de anel saído de órbita.
Não há imagens ou observações diretas do material que se pensava estar absorvendo o plasma, mas os candidatos prováveis seriam difíceis de detectar diretamente. Observações adicionais durante o sobrevoo da Cassini em 2 de março de 2010 não encontraram evidências de material de anel em órbita.

## Interpretação
| Anel  | Raio orbital (km) |
| ----- | ----------------- |
| Disco | < 5900            |
| 1     | ≈ 1615            |
| 2     | ≈ 1800            |
| 3     | ≈ 2020            |

A trajetória do sobrevoo da Cassini torna difícil a interpretação das leituras magnéticas.
Os candidatos óbvios para os materiais absorvedores de plasma magnetosférico são gás neutro e poeira, mas as quantidades requeridas para explicar a diminuição observada são muito maiores do que as permitidas pelas medições da Cassini. Portanto, os descobridores, liderados por Geraint Jones da equipe de obtenção de imagens magnetosféricas, argumentam que as diminuições podem ser causadas por partículas sólidas orbitando Reia:
"Uma análise dos dados de elétrons indica que este obstáculo é mais provável na forma de um disco de material de baixa profundidade óptica perto do plano equatorial de Reia, contendo corpos sólidos de tamanho de ~1 m."

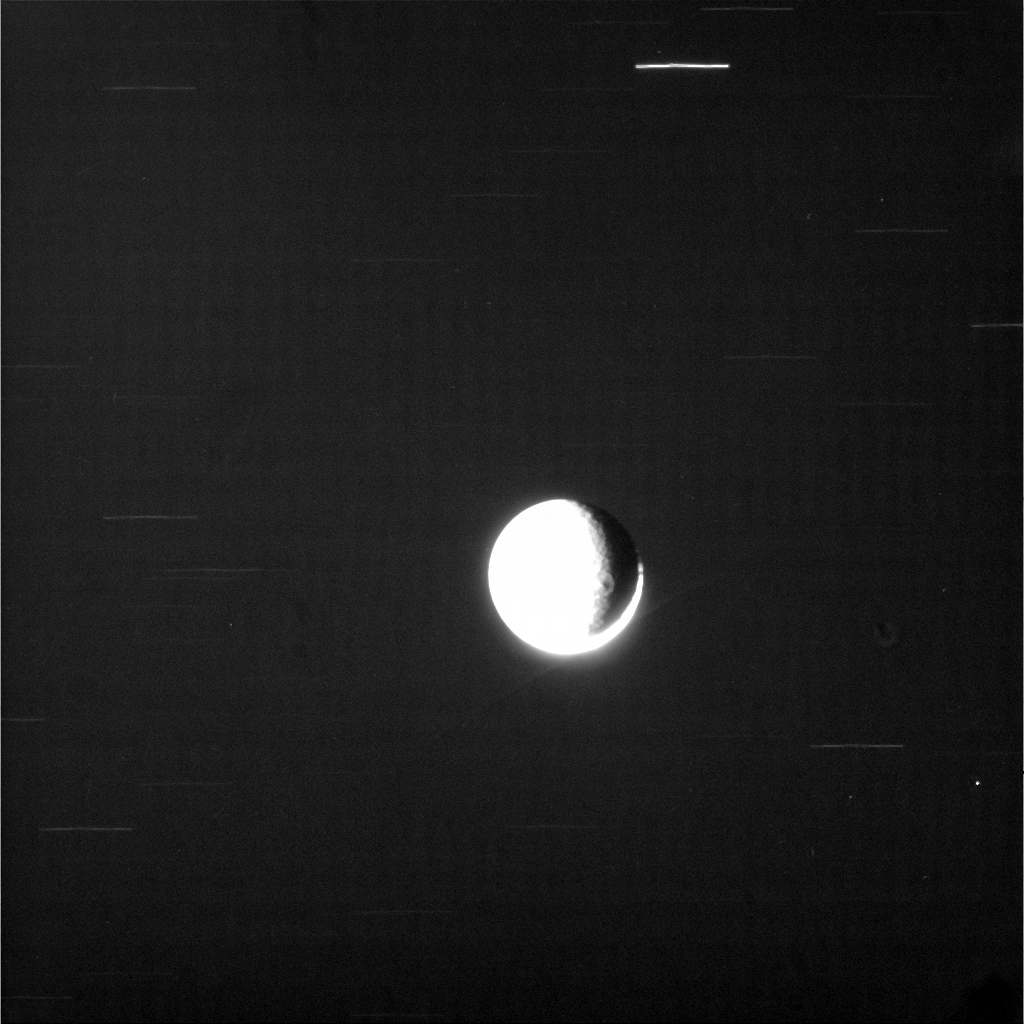
Uma exposição de 100 segundos de Reia quando retroiluminado não encontrou qualquer evidência de anéis, seja por serem muito tênues ou por não espalharem luz suficiente para serem detectados. Esta geometria de visualização está preparada para detectar partículas do tamanho de poeira, logo um anel feito de detritos maiores seria possível. O crescente iluminado pelo Sol está na parte inferior, enquanto a iluminação gibosa à esquerda é o brilho do planeta.

A explicação mais simples para as pontuações simétricas no fluxo de plasma são “arcos estendidos ou anéis de material” orbitando Reia no seu plano equatorial. Essas quedas simétricas têm alguma similaridade com o método pelo qual os anéis de Urano foram descobertos em 1977. Os ligeiros desvios da simetria absoluta podem se dever a “uma modesta inclinação no campo magnético local” ou a “desvios comuns no fluxo de plasma”, e não a assimetria dos próprios anéis, que podem ser circulares.
Nem todos os cientistas estão convencidos de que as assinaturas observadas são causadas por um sistema de anéis. Nenhum anel foi visto nas imagens, o que coloca um limite muito baixo para as partículas do tamanho de poeira. Além disso, seria esperado que um anel de blocos geraria poeira que provavelmente teria sido vista nas imagens.

## Física

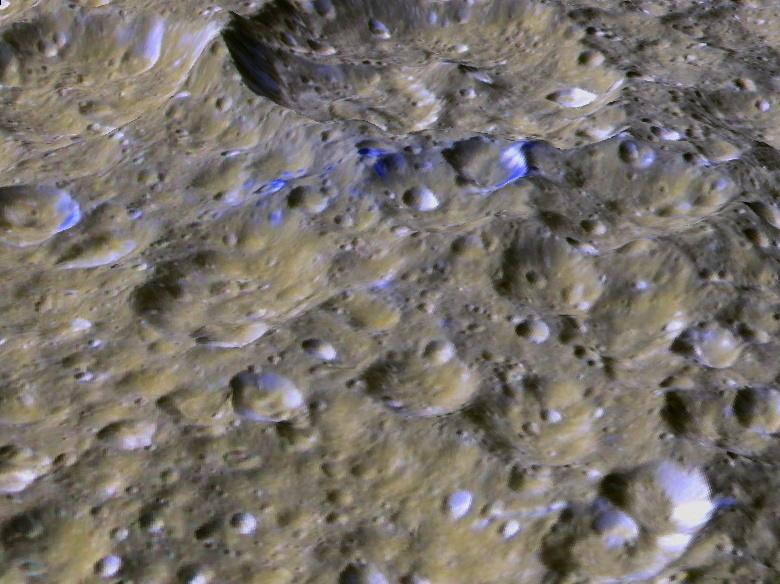
Gelo fresco azul no equador de Reia sugere impactos de materiais de anéis que saem de órbita.

Simulações sugerem que corpos sólidos podem orbitar Reia perto do seu plano equatorial de forma estável em escalas de tempo astronômicas. Eles não podem ser estáveis em torno de Dione e Tétis, porque essas luas estão muito mais próximas de Saturno, portanto possuem Esferas de Hill muito menores, ou ao redor de Titã, por causa do arraste de sua densa atmosfera.
Diversas sugestões foram dadas para a possível origem dos anéis. Um impacto pode ter ejetado material para a órbita; isto pode ter acontecido tão recentemente quanto há 70 milhões de anos. Um corpo pequeno pode ter sido destruído quando capturado para a órbita de Reia. Em qualquer caso, os detritos teriam acabado se posicionando em órbitas circulares equatoriais. Porém, dada a possibilidade de estabilidade orbital de longo prazo, eles podem ter sobrevivido desde a formação da própria Reia.
Para que anéis discretos persistam, alguma coisa deve confiná-los. As sugestões incluem pequenas luas ou blocos de material dentro do disco, de forma similar àqueles observados no Anel B de Saturno.